# Porte à ouverture en élytre
Porte papillon
Une porte en élytre (ou lambo doors, porte de Lamborghini ou scissor doors, porte en ciseaux, en anglais) est un type d'ouverture de portière de véhicule au design bionique.

## Définition

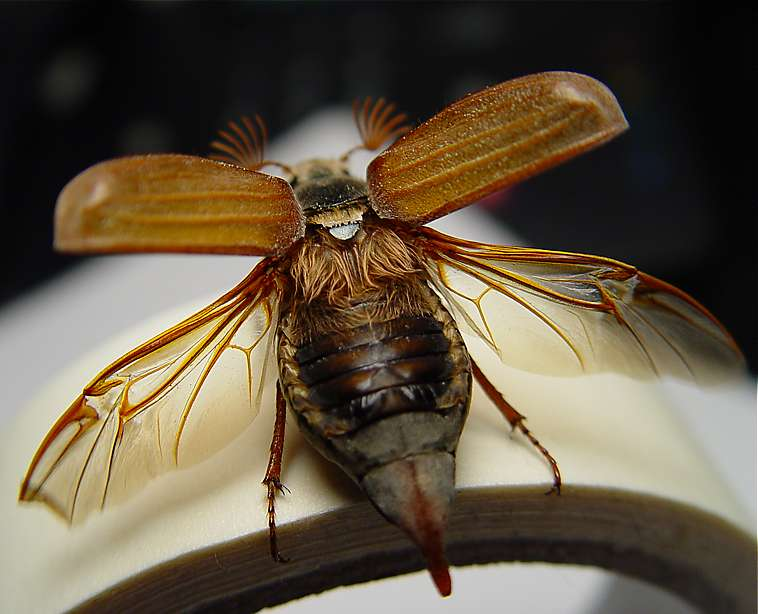
Ailes en élytres d'un hanneton.

L'ouverture des portes en élytre, dont le nom vient des légères carapaces qui recouvrent les ailes arrière de certains insectes, se singularise par une rotation des portes à partir d'un système de fixation au niveau de la base du pare-brise et de l'aile avant. La porte pivote vers l'avant et se dégage vers le haut.

Quelques véhicules à portes en élytre.
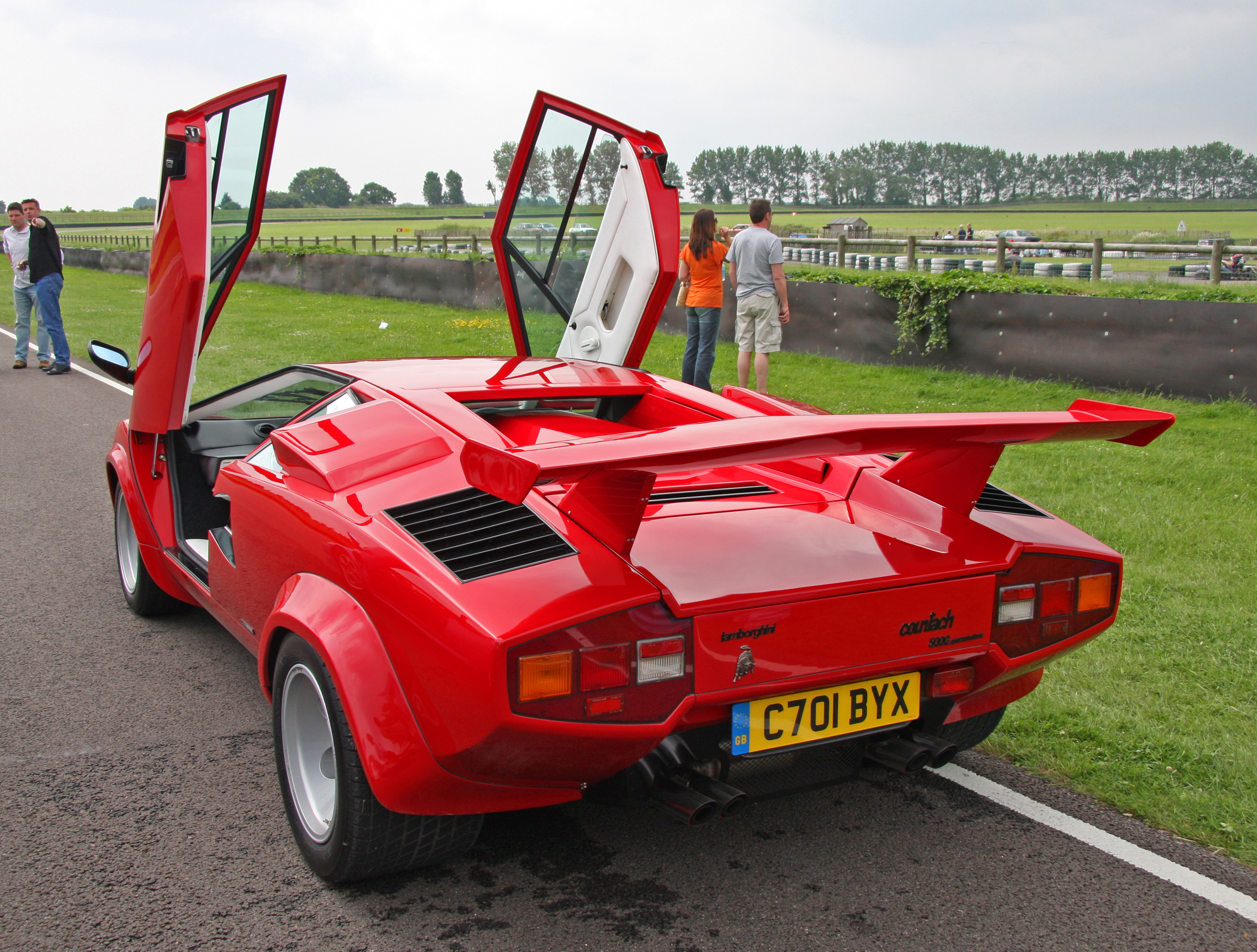
Lamborghini Countach (1974).
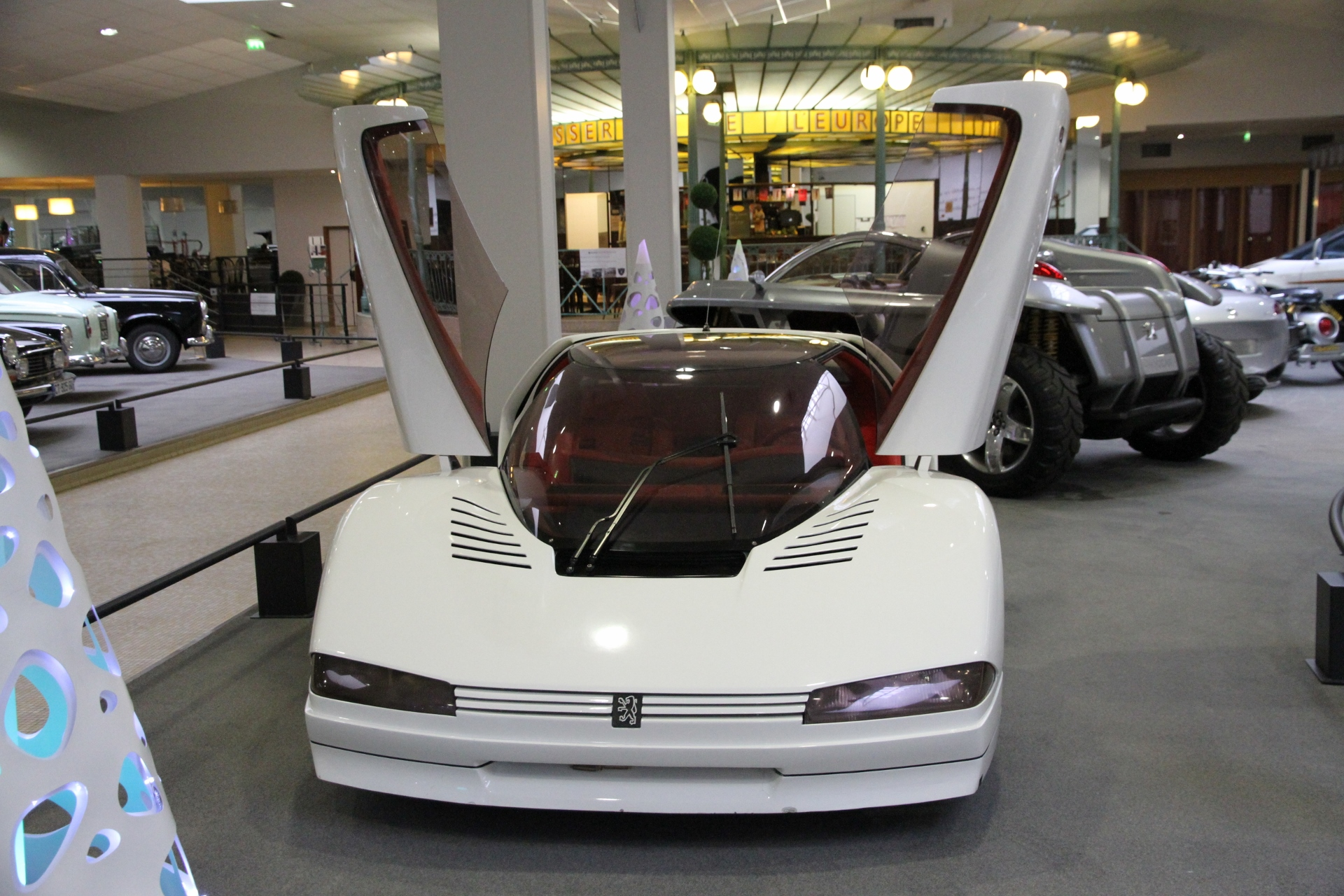
Peugeot Quasar (1984).
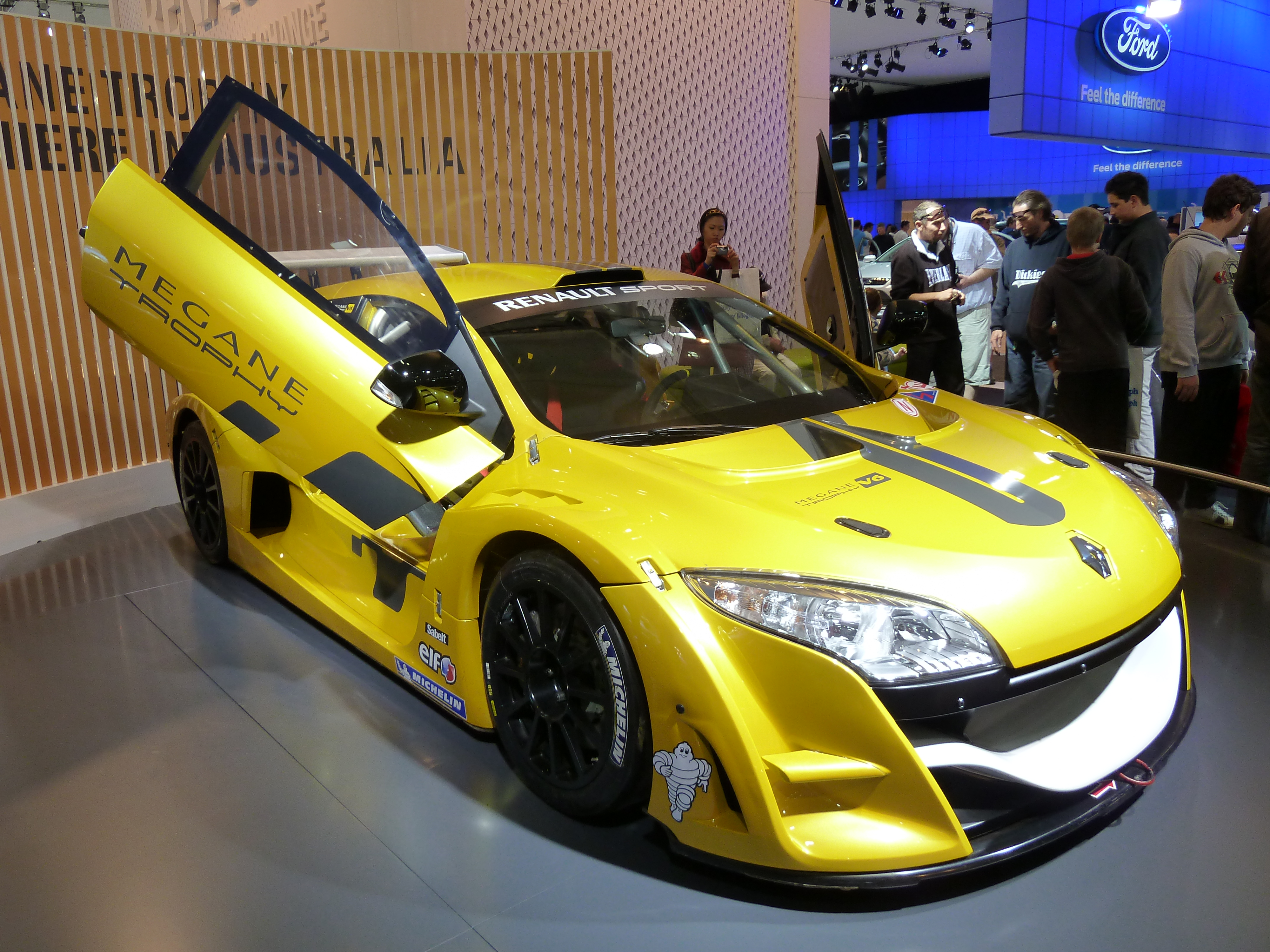
Renault Mégane Trophy (2005).
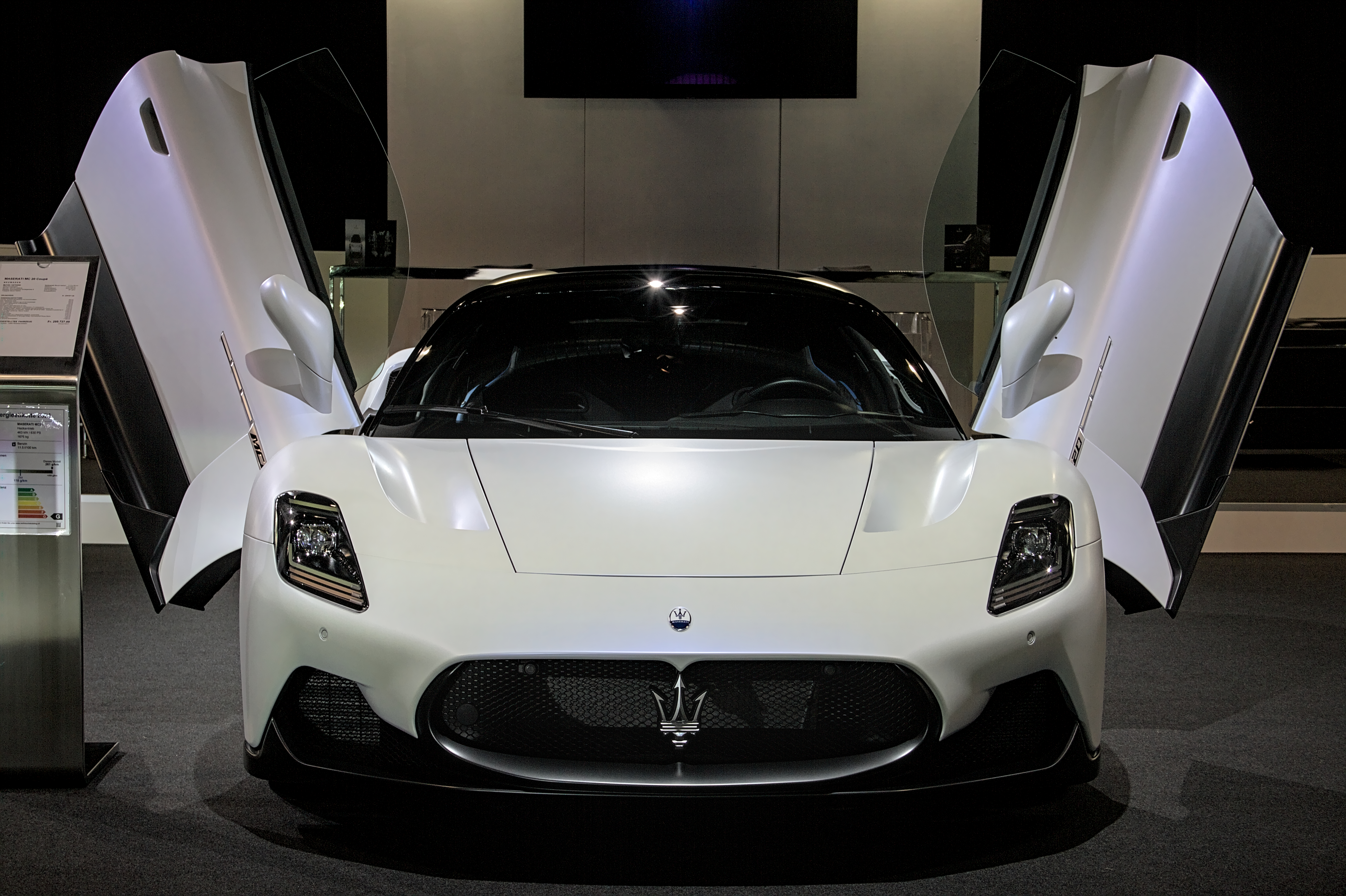
Maserati MC20 (2020).